# Combin du Valsorey
Le Combin du Valsorey, ou Combin de Valsorey, est un sommet des Alpes pennines, en Suisse, situé dans le canton du Valais, qui culmine à 4 186 m d'altitude.
Sommet du massif des Combins situé à l'ouest du Grand Combin et à l'est du Combin du Meitin, il domine les névés du glacier de Corbassière au nord et la Valpelline au sud.